# Damiaanbrug
De Damiaanbrug is een stalen liggerbrug voor voetgangers en fietsen over de Dijle op de grens van de gemeenten Haacht en Tremelo in de Belgische provincie Vlaams-Brabant. De brug ligt net voorbij de samenvloeiing van de (Grote) Laak en de Dijle. De fiets- en voetgangersbrug werd in 2012 in gebruik genomen.
In september 2010 werd gestart met de bouw van de brug. De kostprijs van  € 300.000 wordt verdeeld over Waterwegen en Zeekanaal (€ 150.000), de provincie Vlaams-Brabant (€ 60.000), de gemeente Tremelo (€ 45.000) en de gemeente Haacht (€ 45.000). De beide gemeenten zorgden ook voor de aanleg van de aansluiting aan hun kant van de Dijle. De brug werd op 13 mei 2012 geopend.

## Standbeeld Pater Damiaan
De brug is genoemd naar Pater Damiaan, die in 1840 in het Tremelose dorp Ninde werd geboren. Op 22 augustus 2013 werd aan de westkant van de brug een 2 meter hoog houten standbeeld van pater Damiaan geplaatst. Dit standbeeld werd geschonken door Lizette Cresens uit Haacht. Het beeld werd gemaakt door een kunstenaar uit Wolfsdonk.

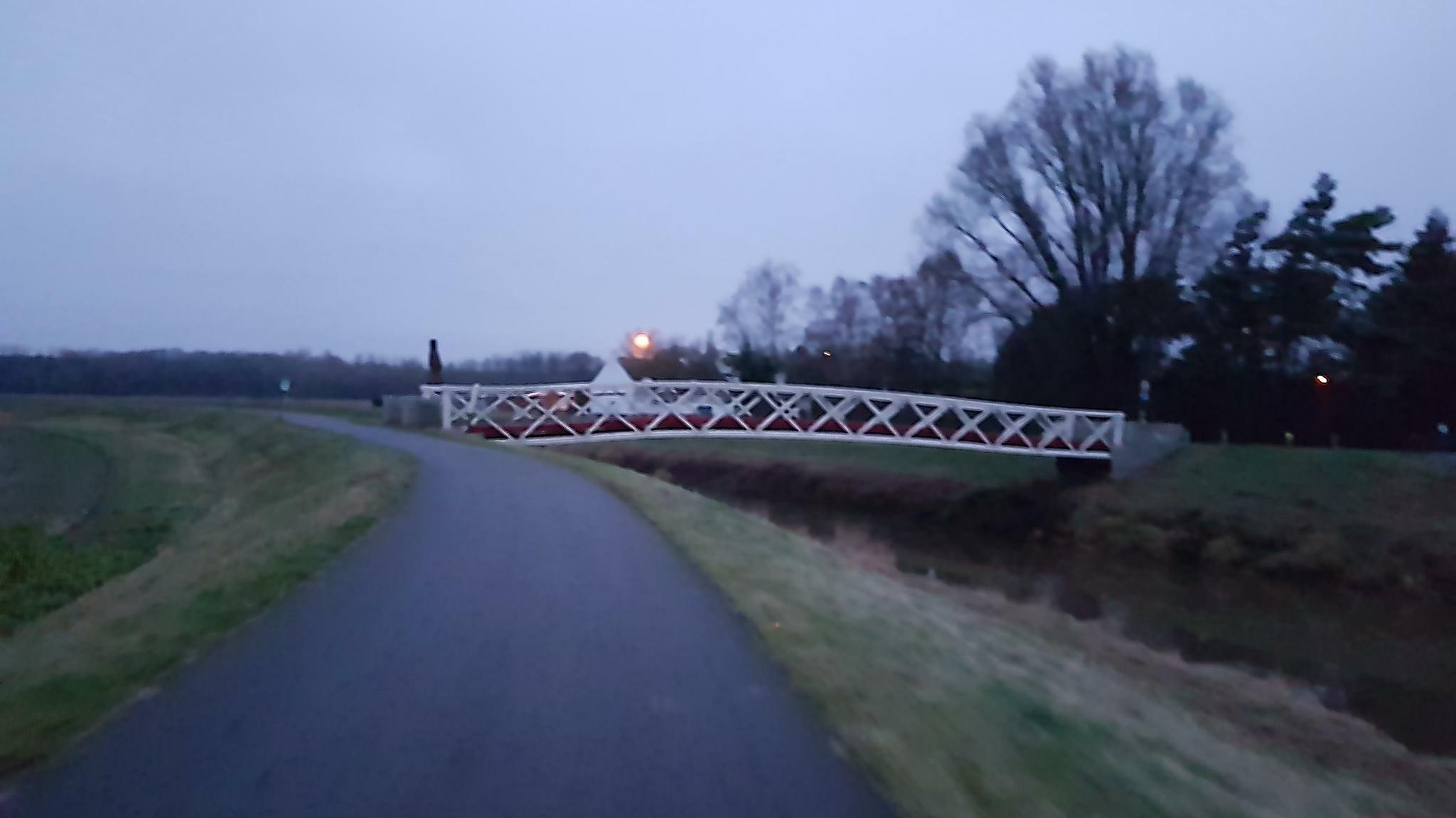
Oostzijde van brug, Pater Damiaandijk (Ninde/Tremelo)
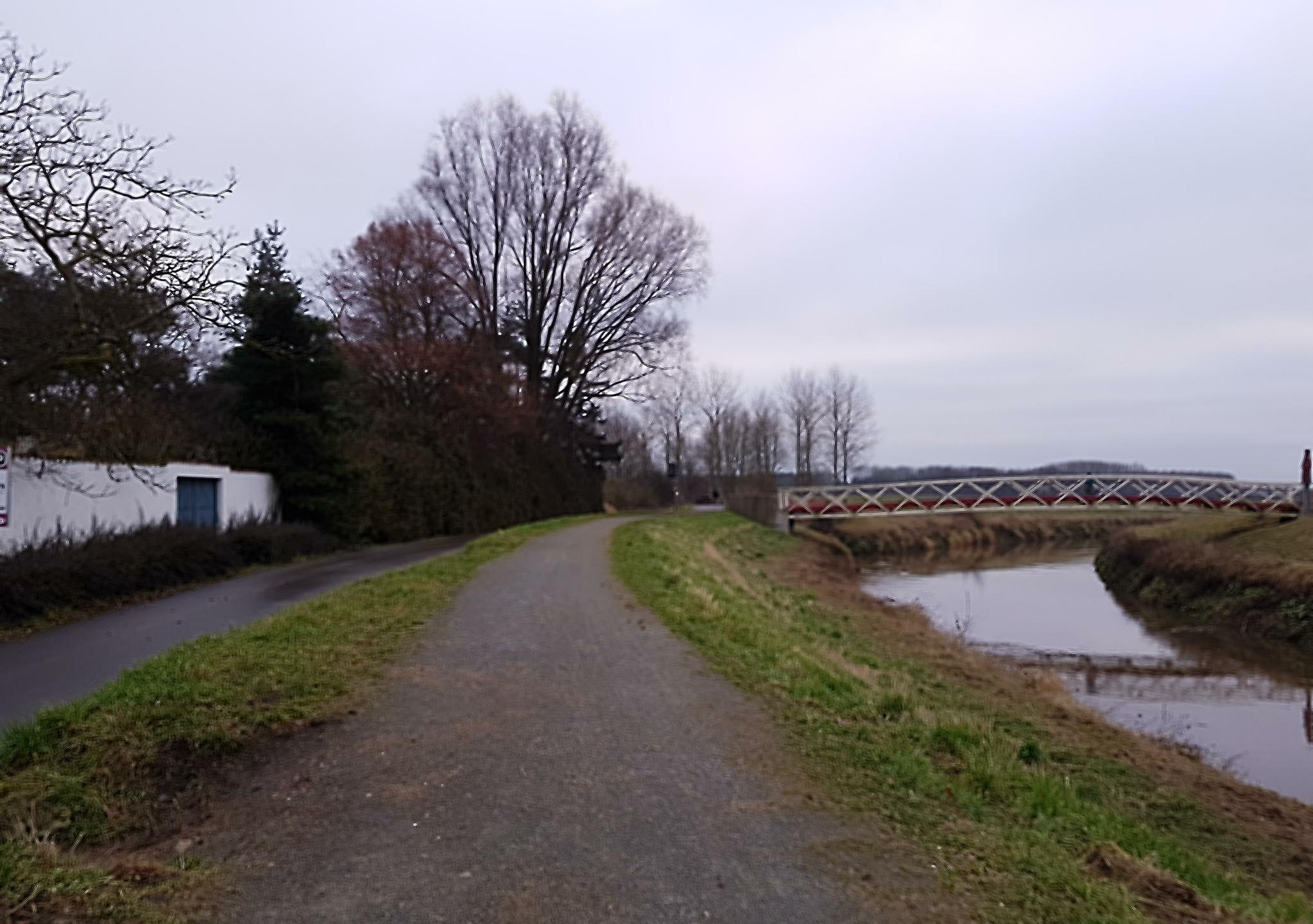
Westzijde van brug, Schipstrekkersdijk (Haacht)